# 圣方济各广场 (圣克里斯托旺)
圣方济各广场（葡萄牙語：Praça São Francisco；英语：São Francisco Square）是巴西塞尔希培州圣克里斯托旺的一个古老广场，距离该州首府阿拉卡茹26（16英里）。广场周围环绕着葡萄牙殖民时期的历史建筑。大部分历史建筑均向公众开放。
圣方济各广场的地面铺了石块，大小为73（240英尺）乘51（167英尺）。

## 历史
圣克里斯托旺分为两个不同的部分：下城（cidade baixa）是港口、工厂和普通民宅的所在地；而上城（cidade alta）位于山顶。圣方济各广场是上城的中心，殖民地行政、军事和宗教机构的总部都在这里。